# Atlantis (Schiff, 1956)
Die Atlantis war ein deutsches Seebäderschiff, das 1956 unter der Baunummer 43 auf der Jadewerft in Wilhelmshaven gebaut und an die Reederei Cassen Eils ausgeliefert wurde. Das Schiff war bis 1970 im Helgolandverkehr eingesetzt und fuhr im Sommer die Strecke Büsum – Helgoland, während es im Winter die Strecke Cuxhaven – Helgoland bediente.
Das Schiff wurde zweimal verlängert: 1960 wurde es von ursprünglich 32 m Länge auf zunächst 49,80 m, 1964 dann auf 52,86 m Länge verlängert. Das Schiff genoss großen Zuspruch durch die Helgoländer, da es den teils strengen Wetterbedingungen gut gewachsen war und insbesondere die Winterverbindungen zuverlässig aufrechterhielt.
1970 wurde das Schiff an die Reederei Hansa-Linie für Butterfahrten auf der Ostsee zwischen Kappeln und dem dänischen Sønderborg verchartert. 1972 wurde das Schiff an O.W. Rasmussen in Sønderborg verkauft und als Atlantis II unter die Flagge Panamas gebracht. Es wurde weiter von Hansa-Linie eingesetzt.
1996 ging die Reederei Hansa-Linie in Konkurs. Das Schiff wurde in Usedom aufgelegt und schließlich in den Hafen Netzelkow geschleppt. Dort sank das Schiff 1998 und wurde 2000 geborgen. Im August 2012 sank es dort erneut. Mitte April 2013 wurde das Schiff im Auftrag des Wasser- und Schifffahrtsamtes Stralsund geborgen und anschließend zur Verschrottung ins polnische Stettin gebracht.